# Crown Flash
Ein Crown Flash (englisch, übersetzt etwa: „krönender Lichtstrahl“; im Deutschen auch Kronenblitz genannt) ist eine seltene Wettererscheinung. Dabei wird am oberen Rand einer Gewitterwolke ein Lichtbündel sichtbar, das sich hin- und herbewegt. 
Erstmals beschrieben und benannt wurde das Phänomen 1971 in einem Artikel im Magazin Nature. Die beste Erklärung ist aktuell, dass sich Eiskristalle in der Umgebung des Gewitters an dessen elektromagnetischem Feld ausrichten und das Sonnenlicht in Richtung des Beobachters lenken. Durch Blitze im Gewitter ändern sich das elektromagnetische Feld und damit die Ausrichtung der Kristalle. Damit ist für andere Eiskristalle die Bedingung zur Ablenkung des Lichts von der Sonne zum Beobachter gegeben und das Lichtbündel wandert scheinbar hin und her. Da das Phänomen nur von bestimmten Punkten aus sichtbar ist, wird es selten beobachtet.
Ein im Aussehen und Wort ähnliches, ebenfalls seltenes Phänomen ist die Corona, ringförmige Strahlen bei manchen Polarlichtern.